# Caxambu do Sul
Caxambu do Sul es un municipio brasileño del estado de Santa Catarina. Tiene una población estimada al 2021 de 3 462 habitantes.

## Toponimia
La palabra "Caxambu" tiene distintas interpretaciones:
- Proviene del tupí kaxabu, que significa mandacaru.[2]
- O de origen africano, que puede significar: un gran tambor, un género musical, un género de danza, cartas a barajar o un cerro en forma de tambor.

## Historia
Localidad habitada por los pueblos guaraníes y caingangue, fue colonizada por europeos provenientes de Río Grande del Sur alrededor del 1893. Distrito de Chapecó, Caxambu do Sul se emancipó el 14 de diciembre de 1962.
La frontera sur del municipio es el río Uruguay, que es el límite entre el estado de Santa Catarina y Río Grande del Sur. Otro cause importante es el río Lambedor.